# Los Titanes (Band)
Los Titanes ist eine Salsaband aus Kolumbien.

## Werdegang
Die Gruppe Los Titanes wurde 1982 von Alberto Barros in Barranquilla gegründet und hatte ihr Debüt im Carnaval de Barranquilla, wo sie den Preis Congo de Oro gewannen. Musiker wie Saulo Sánchez, Álvaro Pava, Oscar Quesada, Macondo Dany Garcés, Julian Marino López, Kike Sánchez, Adolfo Barros, Joe Arroyo, Moncho Santana, Diego Galé und Joseito Martínez spielten bei Los Titanes. Die Gruppe hatte Auftritte in Kolumbien, USA, Kanada, Mexiko, Venezuela, Peru, Ecuador, Frankreich, Großbritannien, Schweiz, Belgien und Spanien. Sie produzierten insgesamt 14 Alben und erhielten mit „Salsa Magic“ große Aufmerksamkeit in der Musikszene. Alberto Barros spielte eine Zeitlang in der Grupo Niche in Cali, bevor er zu Los Titanes zurückkehrte. Los Titanes hatten ihre größten Erfolge mit Titeln wie „La Palomita“, „Levanta el Cuero“, „Por retenerte“, „Sobredosis de Amor“, „En trance“, „Pensándote“, „Apriétala“, „No me vuelvo a enamorar“, „Tú la pagarás“, „Basto una Mirada“, „Zodiaco“, „Compárame“ und „Pecadora“.

## Diskografie
- Échame A Mi La Culpa
- Levanta El Cuero
- Alberto Barros y Los Titanes de la Salsa – Sin Ataduras
- Grandes Exitos
- Lo Mejor De Los Titanes
- Salsa Magic
- Sobredosis De Amor Y Salsa
- En Su Salsa
- Salsa Al Maximo Voltaje[3]